# 豪拉西
豪拉西，是匈牙利杰尔-莫雄-肖普朗州所辖的一个村。总面积36.45平方公里，总人口2908，人口密度79.8人/平方公里（2011年1月1日）。